# Шоненверд
Шоненверд (нім. Schönenwerd) — громада  в Швейцарії в кантоні Золотурн, округ Ольтен.

## Географія
Громада розташована на відстані близько 65 км на північний схід від Берна, 40 км на північний схід від Золотурна.
Шоненверд має площу 3,7 км², з яких на 41,2% дозволяється будівництво (житлове та будівництво доріг), 10,2% використовуються в сільськогосподарських цілях, 42,8% зайнято лісами, 5,9% не є продуктивними (річки, льодовики або гори).

## Демографія
2019 року в громаді мешкало 4966 осіб (+5,6% порівняно з 2010 роком), іноземців було 37,7%. Густота населення становила 1339 осіб/км².
За віковим діапазоном населення розподілялося таким чином: 19,7% — особи молодші 20 років, 61% — особи у віці 20—64 років, 19,3% — особи у віці 65 років та старші. Було 2135 помешкань (у середньому 2,3 особи в помешканні).
Із загальної кількості 2220 працюючих 4 було зайнятих в первинному секторі, 705 — в обробній промисловості, 1511 — в галузі послуг.